# Abelsgrube
Die Abelsgrube war eine untertägiges Braunkohle-Bergwerk östlich des heute zu Zülpich gehörigen Weilers Virnich im Kreis Euskirchen am südwestlichen Rand des Rheinischen Reviers. Hier, im nördlichen Vorland der Eifel wurde im 19. Jahrhundert Kohle gefördert.

## Geschichte
Da die Braunkohleflöze der Niederrheinischen Bucht in der Region Zülpich/Euskirchen nirgendwo an die Erdoberfläche ausstreichen, waren die Vorkommen dort bis ins 19. Jahrhundert unbekannt (anders als in der Ville, wo die Kohle bereits im 17. Jahrhundert abgebaut wurde). Im Jahre 1820 ließ der Unternehmer Johann Albert  Abels (1788–1869), der in Commern ein Bleierzbergwerk betrieb und dort von 1815 bis 1837 auch Bürgermeister war, auf der Suche nach abbauwürdige Bodenschätzen im Umland Mutungsbohrungen niederbringen. Unter anderem bohrte man auf der Virnicher Höhe, nahe der Straße von Kommern nach Euskirchen, vermutlich nach Eisenstein. Statt auf Eisen stieß man dann aber überraschend auf Braunkohle. Das Flöz hatte eine Mächtigkeit von etwa 4 m und lag unter etwas mehr als 30 m Deckgebirge aus Kies, Sand und Ton.
Nach seinem Fund beantragte Abels beim Bergamt eine Konzession für den Abbau, und 1822 wurde ihm bereitwillig ein entsprechendes Feld östlich von Virnich verliehen. Mitte der 1820er-Jahre wurde die Grube aufgefahren. Hierfür musste wegen der Tiefe der Lagerstätte – anders als in der Ville, wo die oberflächennahe Kohle zu dieser Zeit üblicherweise im Schrägstollen-, Tummel- oder Kuhlenbau hereingewonnen wurde – ein Schacht abgeteuft werden. Dieser wurde mittels einer Dampfkunst (einer durch eine Dampfmaschine angetriebene Kunst) mit einer Leistung von 3½ PS betrieben.
Bald nach dem Aufschluss blieb die Förderung der Grube jedoch hinter den Erwartungen zurück; mehr als 20 Häuer gewannen weniger als 4000 Tonnen Kohle im Jahr. Zudem war die Kohle, wie sich bald herausstellte, von minderer Qualität, da sie viel Lignit enthielt.
In einem Höhenverzeichnis von 1850 sind für die Abelsgrube neben einem Dampfmaschinenhaus 6 Schächte aufgelistet, deren Hängebänke auf Höhe 672 bis 697 Pariser Fuß über dem Meeresspiegel lagen. Der tiefste Schachtsumpf lag auf 575 Fuß, also hatten die Schächte eine Teufe von etwas mehr als 100 Fuß, entsprechend rund 30 Metern.
Wegen des unbefriedigenden Ertrages der Virnicher Grube ließ Abels auf der Suche nach ergiebigeren Vorkommen in der Umgebung weitere Bohrungen abteufen. Da er dabei mehrfach fündig wurde, erhielt er 1832 zusätzlich das Feld Astraea bei Juntersdorf verliehen und das Feld Abelsgrube wurde 1834 und nochmals 1852 erheblich vergrößert.
Abels Funde riefen aber auch weitere Interessenten auf den Plan, die im Umfeld ebenfalls Konzessionen in Konkurrenz zu Abel beantragten. So erhielt der Unternehmer Hermann Josef Hall aus Zülpich, Teilhaber der Günnersdorfschen Bleiwerke in Kommern, 1832 das Feld Proserpina bei Füssenich. Im selben Jahr erhielt Graf Eduard Berghe von Trips zu Hemmersbach, Eigentümer der Juntersdorfer Burg, das Feld Elisabeth. Diese Felder wurden 1860 zu Proserpina-Elisabeth konsolidiert. 1852 mutete eine Gruppe um den Unternehmer Clemens. A. Schmitz das Feld Clemafin südlich von Euskirchen. Bei Stockheim erhielt F. Doinet das Feld Eustachia. Zeitweise wollten auch die Gemeinden Euenheim und Euskirchen eigene Bergwerke gründen, nahmen letztlich aber davon Abstand.
Der Betrieb der Abelsgrube wurde trotz der mäßigen Erträge und wachsender Konkurrenz mindestens bis 1860 – möglicherweise[Quellen fehlen] bis zu Abels Tod im Jahr 1869 – fortgesetzt, er wurde jedoch nicht auf die neue konzessionierten Bereiche des Feldes ausgeweitet.
Sämtliche Tagesanlagen der Grube wurden nach der Stilllegung abgerissen; der ehemalige Standort ist heute Ackerland.